# 胡定 (嘉靖進士)
胡定（1525年—？），字正叔，號二溪，湖廣武昌府崇陽縣人，軍籍，明朝政治人物。

## 生平
嘉靖三十一年壬子科（1552年）湖廣鄉試第三名舉人。嘉靖三十五年（1556年）中式丙辰科會試第一百十八名，三甲第七十名進士。大理寺观政，同年十二月授任浙江德清縣知縣，丁憂，起補滑縣。三十八年召为礼部主事，四十一年歷员外、郎中，贬常州府同知，隆慶五年（1571年）正月升山西按察司佥事，提调学校，轉陕西右參議，计擒巨盗趙天智，散礦賊數千人，不煩一兵，關中以安。万历元年（1573年）九月升福建提学副使，五年二月升浙江右參政，七年九月遷四川按察使，九年八月升廣西右布政使，十年五月升左布政，十一年正月考察，以年老致仕。

## 家族
曾祖胡文道；祖父胡仲福；父胡濂，字深甫，號淝溪，嘉靖乙酉举人，三十年任四川定远县知縣、升蘭州知州贈奉直大夫。母戴氏，封太宜人。兄完、宁、宣、宽、弟賓（生员）、守、宗、寀。